# Victor Thérasse
Victor Thérasse né le 25 mars 1796 à Paris et mort le 4 février 1864 à Auteuil est un sculpteur français.

## Biographie
Jean Baptiste Victor Thérasse entre à l'École des beaux-arts de Paris le 31 janvier 1813, où il devient l'élève de Pierre-Charles Bridan et de François-Frédéric Lemot.

## Œuvres dans les collections publiques
- Grenoble, musée de Grenoble : Cydippé, 1836, Salon de 1837, statue en marbre.
- Paris, 
  - Jardin du Luxembourg : Bathilde (1848), statue en pierre du cycle des Reines de France et Femmes illustres.
  - Palais du Louvre : Hyacinthe Rigaud, statue en pierre de la façade.
  - Église de la Madeleine : colonnade de la façade est, Saint-Grégoire-de-Tours.
- Versailles, musée de l'Histoire de France : André de Brancas, seigneur de Villars, amiral de France, buste en plâtre.

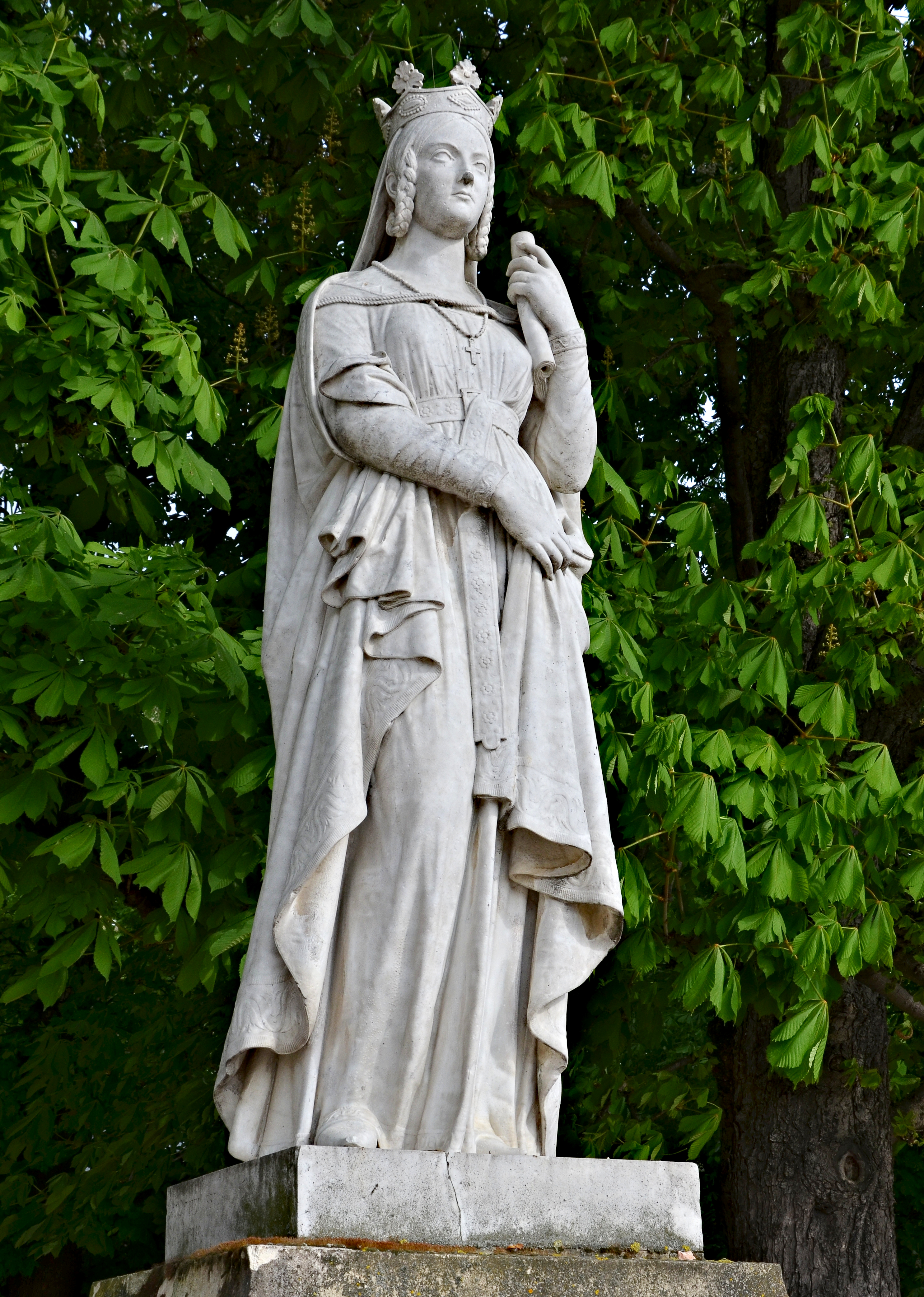
Bathilde (1848), Paris, jardin du Luxembourg.
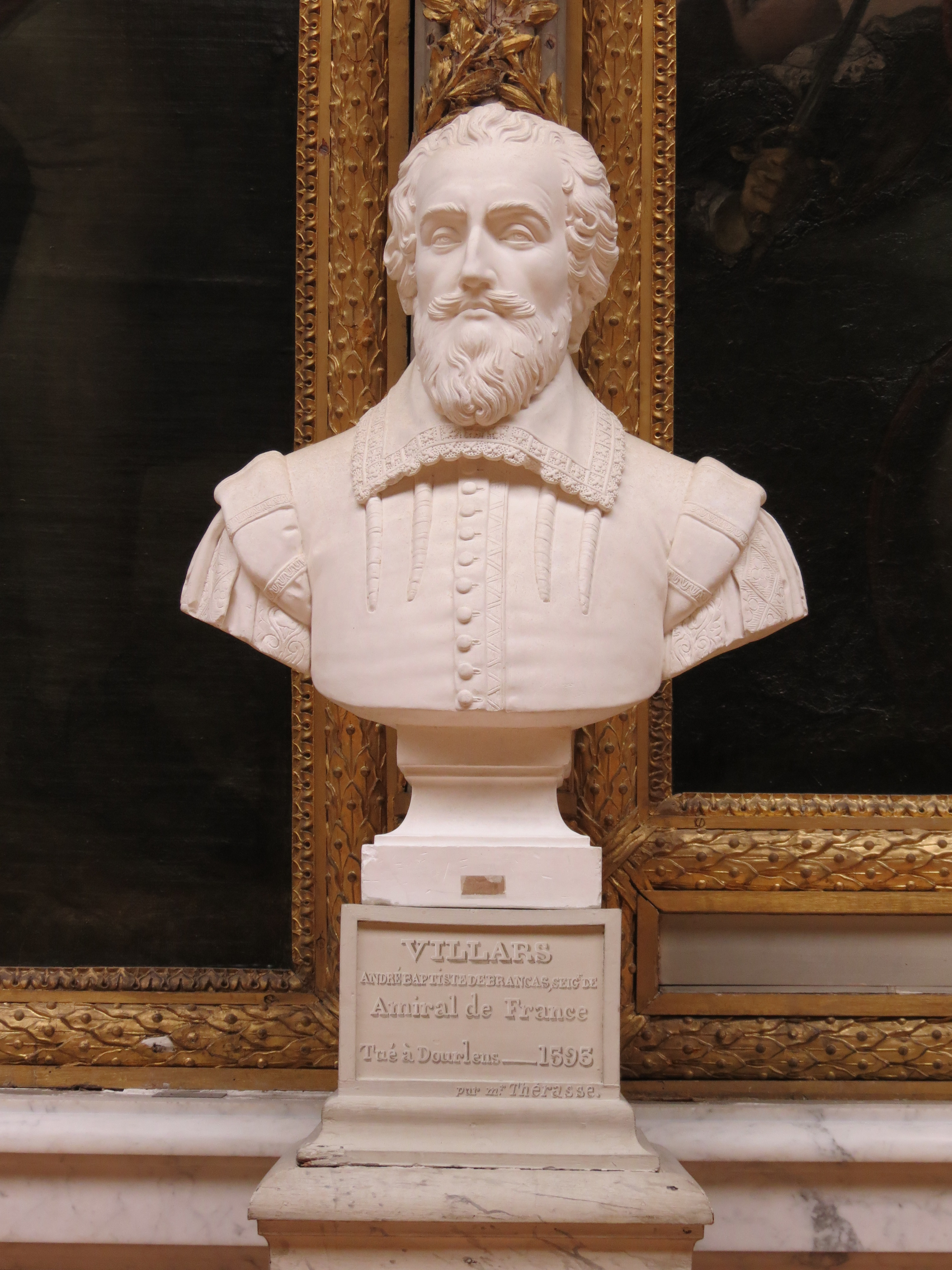
André de Brancas, Versailles, musée de l'Histoire de France.